# Saint-Paul-de-Vence
Saint-Paul-de-Vence là một xã ở tỉnh Alpes-Maritimes, vùng Provence-Alpes-Côte d’Azur ở đông nam nước Pháp.